# Wetteraukreis
Wetteraukreis är ett distrikt (Landkreis) i mellersta delen av det tyska förbundslandet Hessen.
1. ↑  hämtat från: tjeckiskspråkiga Wikipedia.[källa från Wikidata]
2. ↑  läs online, wetteraukreis.de , läst: 20 augusti 2021.[källa från Wikidata]
3. ↑  hämtat från: tyskspråkiga Wikipedia.[källa från Wikidata]